# بلید
بلید یا تیغه (به انگلیسی: Blade) یکی از کاراکترهای ابرقهرمانی مارول است.
این کاراکتر به دست مارو وولفمن و جین کولان خلق شده و در مقبره دراکولا شماره ۱۰ام (ژوئیه ۱۹۷۳) معرفی شد.
مادر او وقتی او را حامله بود توسط خون‌آشامی دورگه به نام دیکن فراست گاز گرفته شد و مرد و وقتی او به دنیا آمد نیمه انسان نیمه خون‌آشام شد در واقع فراست بدن مادر بلید را گرفته و و نجات داد بلید فراست را کشت نام واقعی او اریک است و در دنیای خون آشامان نام او را دی واکر نهادند چرا که نقطه ضعف خون آشامان را ندارد برای مثال او به سیر و نقره نورآفتاب حساسیت ندارد ولی تشنه به خون است و برای رفع این مشکل از سرمی استفاده می‌کند که این هوس را از بین ببرد
وسلی سنایپس نقش این شکارچی خون‌آشام را در مجموعه‌فیلم‌های تیغه و استیکی فینگاز در مجموعه تلویزیونی آن به عهده داشته‌است. و همچنین ماهرشالا علی نقش او را در  فیلم اختصاصی خودش در دنیای سینمایی مارول بر عهده خواهد داشت.